# من!
«من!» (به انگلیسی: Me!) اولین تک‌آهنگ از هنرمند اهل ایالات متحده آمریکا تیلور سوئیفت و برندن یوری خواننده گروه پنیک! ات د دیسکو. است که در ۲۶ آوریل ۲۰۱۹ توسط ریپابلیک رکوردز برای هفتمین آلبوم استودیویی عاشق (۲۰۱۹) خود منتشر شد. من! لیدسینگل آلبوم هفتم تیلور سویفت(عاشق)در روز ۲۶ آوریل منتشر شد. بعد از انتشار موسیقی تمامی آلبوم‌های تیلور سویفت در ۲۵۰ آلبوم برتر اپل موزیک ایالات متحده قرار گرفتند. بعد از انتشار آیتونز تیلور سویفت را به عنوان ملکه پاپ نامگذاری کرد. سویفت با داشتن ۳۲ آهنگ نامبر وان (با انتشار آهنگ من!)در چارتآی‌تیونز آمریکا، به عنوان اولین هنرمند زن در تاریخ شناخته شد که این رکورد را توانست به دست آورد. این آهنگ توانست در ۷۸ کشور به رتبه ۱برسد.
سینگل من! با موفقیت دو رکورد در آمازون موزیک شکست. (بیشترین استریم در روز اول در تاریخ و بیشترین درخواست صوتی در ۲۴ ساعت اول در تاریخ)
این آهنگ از تیلور سویفت و برندن یوری با فروش ۶۷٫۰۰۰ نسخه در یک روز پرفروش‌ترین آهنگ دیجیتال سال ۲۰۱۹ در آمریکا شد. پس از ورود آهنگ من! به چارت سه تک آهنگ برتر بریتانیا شد. اما تبدیل به پنجمین آهنگ (و اولین آهنگ توسط یک خواننده زن در جهان) شد که در پخش رادیویی رتبه اول را کسب می‌کند.
آهنگ من! با ۳٬۵۲۵ پخش از ۱۴۹ ایستگاه رادیوییبا ۶۸٫۲۴ میلیون تماس؛ توانست جایگزین آهنگ someone you loved از lewis capalddi بشود.
از سال ۲۰۱۰ که خدمات ردیابی رادیوها شروع به فعالیت کرد؛ اولین حضور آهنگ‌های دیگر در چارت رتبه اول؛ تنها این آهنگ‌ها بوده‌اند (نوشته‌های روی دیوار از سم اسمیت، سلام از ادل، نمی توان احساسم را کنترل کنم از جاستین تیمبرلیک و قلعه روی تپه از اد شیران)
این تک‌آهنگ ابتدا به شماره ۱۰۰ در ۱۰۰ آهنگ داغ بیلبورد رسید اما در هفته دوم به رتبه ۲ صعود کرد؛ این پیشرفت بزرگترین صعود یک هفته‌ای در تاریخ این جدول موسیقی بیلبورد ۱۰۰ است.
آهنگ من! دومین دیبوت بزرگ از یک زن در اسپاتیفای جهانی بعد از آریانا گرانده با ۱۰٫۱ میلیون بار در روز اول در اسپاتیفای جهانی پخش شد؛ و بزرگ‌ترین روز آغازین از یک زن در رادیوی پاپ ایالات متحده برای تیلور سویفت بود و این تک آهنگ به ۱۸۴ ایستگاه رادیویی پاپ ایالات متحده فرستاده شد. (تیلور سویفت اولین هنرمند تاریخ است که این افتخار را دو بار کسب کرده‌است)
این تک آهنگ دومین تک آهنگ پرفروش از یک زن در هفته اول از انتشار بعد از تک آهنگ ۷حلقه از آریانا گرانده با فروش ۵۳۵ هزار نسخه در هفته اول در آمریکا پرفروش‌ترین تک آهنگ در هفته اول بود.
این تک آهنگ تقریباً با ۱۰ روز منتشر شدن به‌طور کلی بیش از ۱ میلیون فروش داشته‌است.

## نماهنگ
نماهنگ این تک آهنگ در یوتیوب در روز ۲۶ آوریل ۲۰۱۹ در قالب زنده به نمایش درآمد که توانست در ۲۴ ساعت انتشار خود ۶۵٫۲ میلیون بازدید کسب کند و تبدیل به دومین موزیک ویدیو در یوتیوب شد که در ۲۴ ساعت انتشار خود، به آنگونه بازدید کسب می‌کند.
سوئیفت اولین و تنها آرتیست زن است که این رکورد را در دست دارد. بعد از انتشار موزیک ویدیو تیلور سویفت در لیست هنرمندانی که حداقل ۱۰ گواهی ویدیوهای ویوو را دارند به ریانا پیوست و به ۳۳ گواهی ویوو در یوتیوب رسید.
من! به عنوان سریعترین ویدیویی تبدیل شد که تنها ۳٫۳ روز در نمایشگاه ویوو به ۱۰۰میلیون بازدید رسید. اجرای زنده من! یکی از پر بازدیدترین اجراهای زنده طی ۲۴ ساعت اول در مراسم بیلبورد انتشار شد.
موزیک ویدئو توسط دیو میرز و سوئیفت کارگردانی شده‌است.

## پیش از انتشار
در ۲۳ آوریل ۲۰۱۹، شمارش معکوسی تا نیمه شب ۲۶ آوریل در وبسایت تیلور سویفت گذاشته شد که منجر به حدس زدن دربارهٔ موزیک جدید شد. در ۲۵ آوریل، خبرگزاری‌های مختلف گزارش دادند که نقاشی پروانه ای در ناحیه گلچ نشویل، تنسی، توسط هنرمند خیابانی Kelsey Montague نقاشی شده‌است که مربوط به موزیکی که در آینده انتشار خواهد شد است. سویفت در آن مکان ظاهر می‌شود و تأیید می‌کند که این نقاشی، شمارش معکوسی برای آهنگ جدیدش است. او همان‌جا در برنامه ان‌اف‌ال حضور پیدا می‌کند و دربارهٔ این آهنگ اطلاعاتی می‌دهد. در آن مصاحبه او تأیید کرد که آهنگ و موزیک ویدیو، به صورت یک‌وقت در نیمه شب منتشر خواهند شد.

## ترکیب بندی
«من!» یک تک‌آهنگ در سبک بابل پاپ (در واقع تین پاپ) است که توسط سوئیفت، برندن یوری  و جوئل لیتل به تهیه کنندگی سوئیفت و لیتل نوشته شده‌است. در ۲۴ آوریل، ویدیویی در یوتیوب آپلود شد که نشان می‌داد این آهنگ کمی با سبک آلترناتیو و پانک همخوانی خواهد داشت.